# Kunie Shishikura
Kunie Shishikura (宍倉邦枝, Shishikura Kinue), née le 13 juillet 1946 dans la préfecture de Chiba (Japon) et morte le 4 janvier 1998, est une ancienne joueuse japonaise de volley-ball.
Elle est médaillée d'argent aux Jeux de 1968.

## Carrière
Yukiyo Kojima remporte la médaille d'argent du tournoi féminin aux Jeux olympiques d'été de 1968, perdant en finale face aux Soviétiques.

## Palmarès

### Équipe nationale
- Jeux olympiques
  -  1968 à Mexico.

- Championnat du monde
  -  1967 à Izmir.

### En club
- Tournoi de Kurowashiki[3]
  - Vainqueur : 1968.
  - Finaliste : 1966.